# Creveney
Creveney é uma comuna francesa na região administrativa de Borgonha-Franco-Condado, no departamento de Alto Sona. Estende-se por uma área de 2,44 km². Em 2010 a comuna tinha 56 habitantes (densidade: 23 hab./km²).